# 4657 Lopez
4657 Lopez è un asteroide della fascia principale. Scoperto nel 1979, presenta un'orbita caratterizzata da un semiasse maggiore pari a 3,1065245 UA e da un'eccentricità di 0,1767959, inclinata di 0,28303° rispetto all'eclittica.
L'asteroide è dedicato all'astronomo spagnolo Álvaro López-García.